# Saint-Jean-aux-Bois (Ardennes)
Saint-Jean-aux-Bois is een gemeente in het Franse departement Ardennes in de regio Grand Est en maakt deel uit van het arrondissement Rethel. De gemeente telde 93 inwoners op 1 januari 2022.

## Geschiedenis
Saint-Jean-aux-Bois maakte deel uit van het kanton Chaumont-Porcien tot het op 22 maart 2015 werd opgeheven en de gemeenten werden opgenomen in het kanton Signy-l'Abbaye.

## Geografie
De oppervlakte van Saint-Jean-aux-Bois bedraagt 8,9 vierkante kilometer; Op 1 januari 2022 was de bevolkingsdichtheid 10,4 inwoners per km².
De onderstaande kaart toont de ligging van Saint-Jean-aux-Bois met de belangrijkste infrastructuur en aangrenzende gemeenten.

## Demografie
Onderstaande figuur toont het verloop van het inwonertal.
Vanwege een beveiligingsprobleem met de MediaWiki Graph-software is het momenteel niet mogelijk deze grafiek weer te geven. Zodra de software is bijgewerkt zal de grafiek vanzelf weer zichtbaar worden.

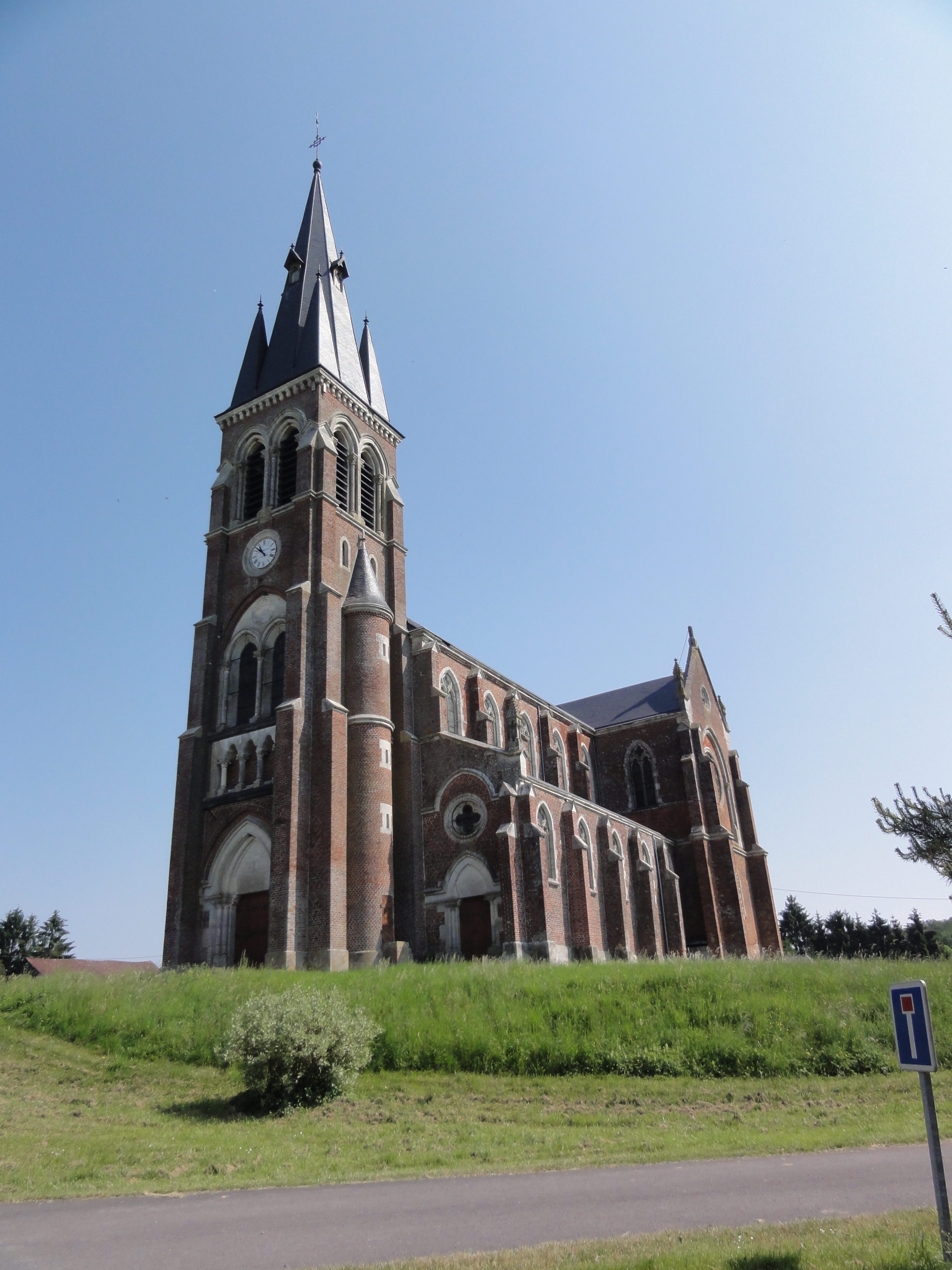
Kerk
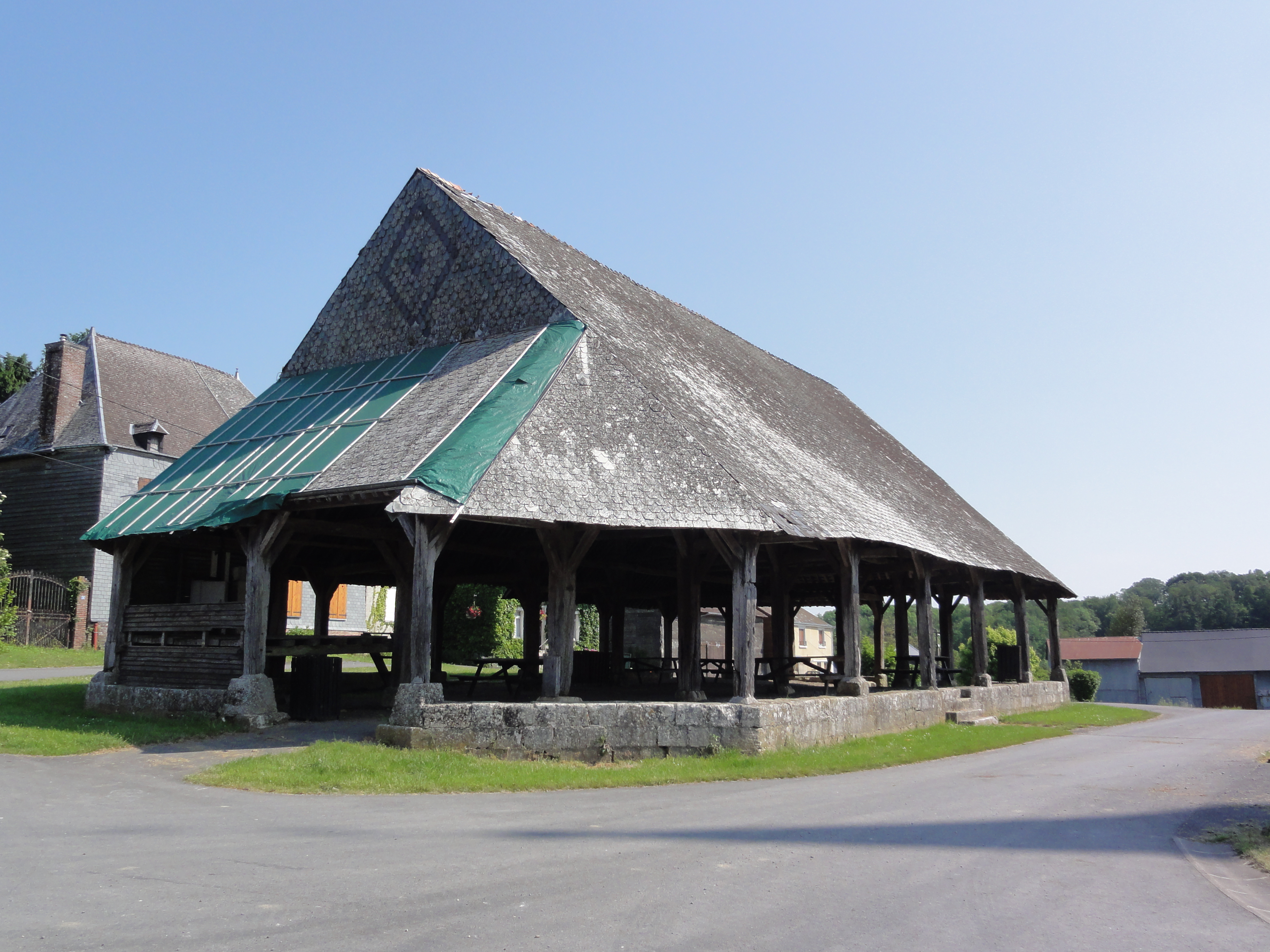
Hallen
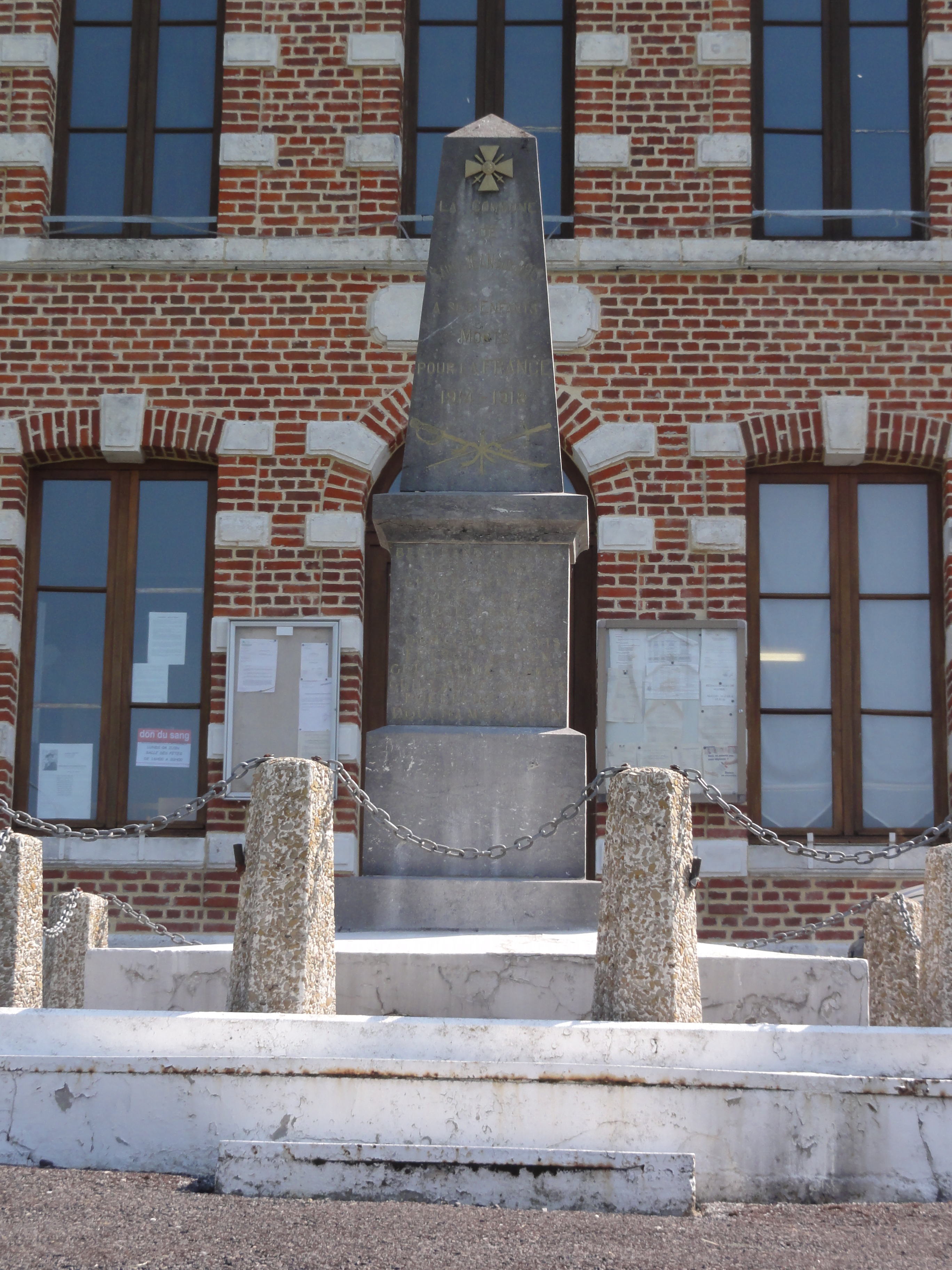
Oorlogsmonument
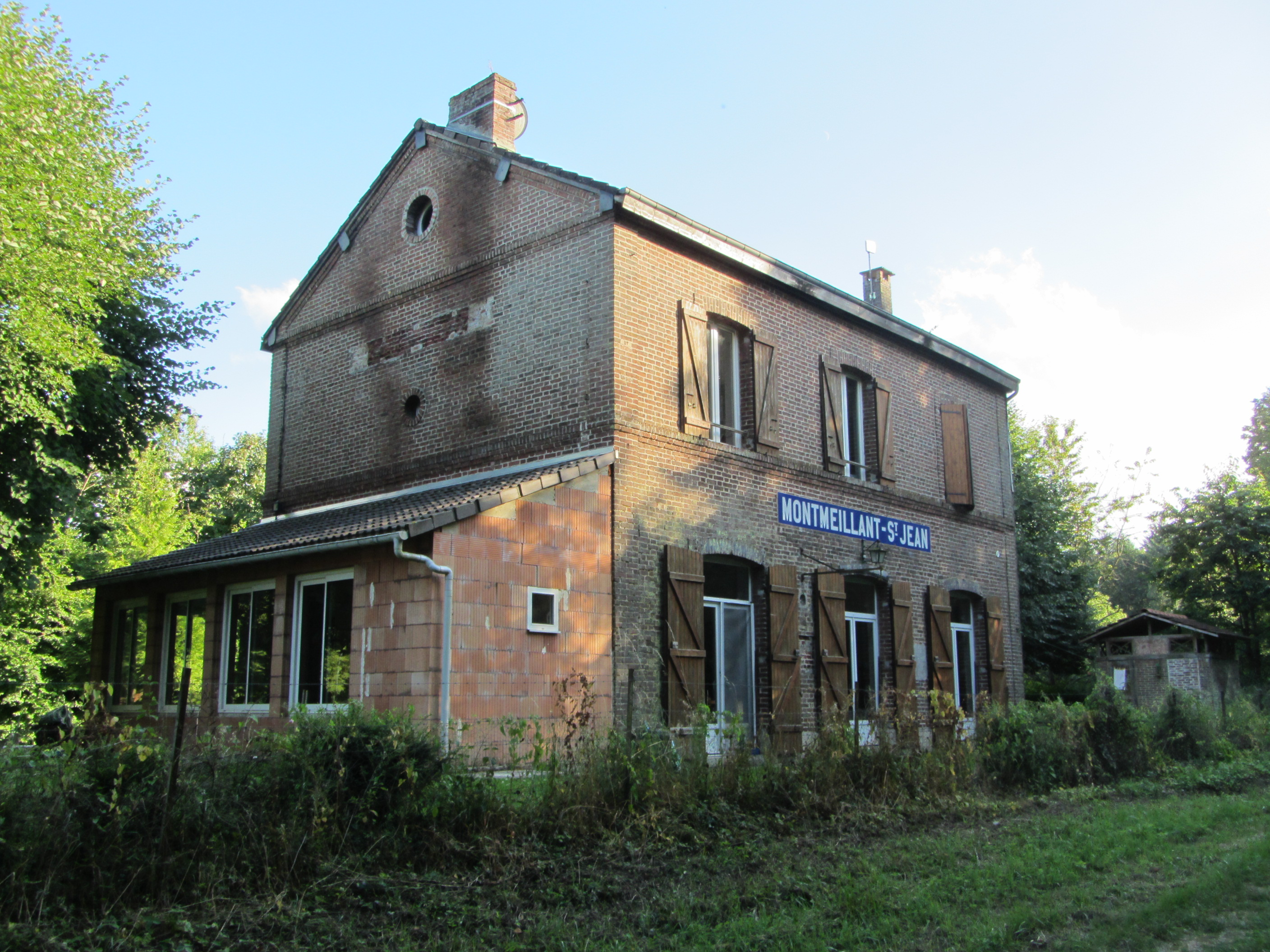
Voormalig station van Saint-Jean-aux-Bois en Montmeillant